# Keto (Mythologie)

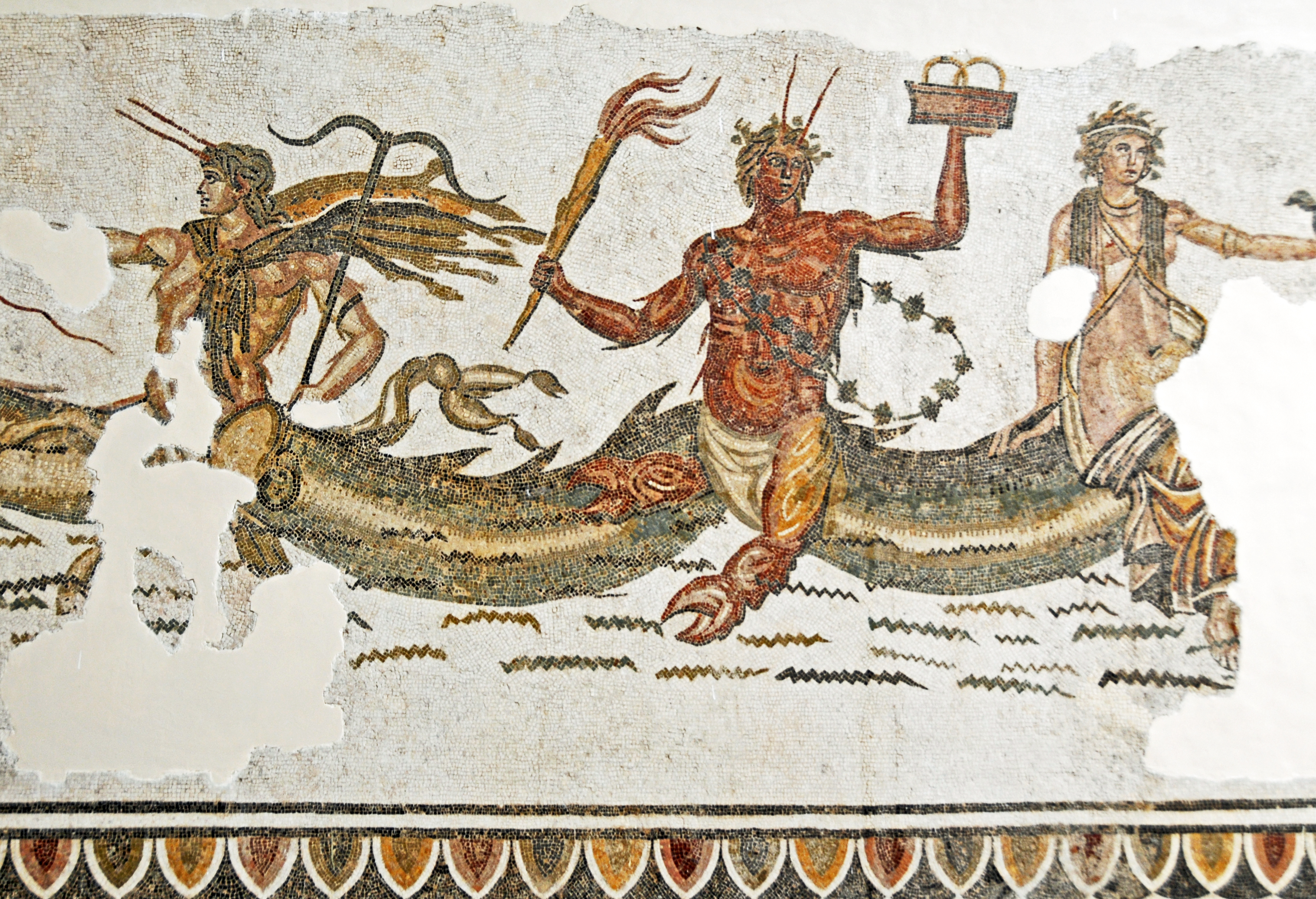
Keto (rechts) neben ihrem Bruder & Gemahl Phorkys (Mitte) und einer weiteren Meeresgottheit (links) auf einem römischen Mosaik im Nationalmuseum von Bardo

Keto (altgriechisch Κητώ Kētṓ) ist in der griechischen Mythologie der Name einer Meeresgöttin.
Ketos (κῆτος kḗtos, lateinisch Cetus) ist der griechische Name eines Sternbildes, nämlich des Walfisches, abgeleitet von der allgemeinen Bezeichnung für diverse Seeungeheuer, aber auch Wale, große Fische oder Haie.

## Die Göttin Keto
Keto ist die Tochter des Pontos und der Gaia. Mit ihrem Bruder, dem alten Meeresgott Phorkys, gebar sie die Gorgonen und Graien sowie Echidna und Ladon. Auch die Mutter der Hesperiden soll sie gewesen sein. Laut Euphorion hatte sie auch mit Typhon Kinder. Der Asteroid Ceto wurde nach ihr benannt.

## Die Meeresungeheuer von Aithiopia und Troja

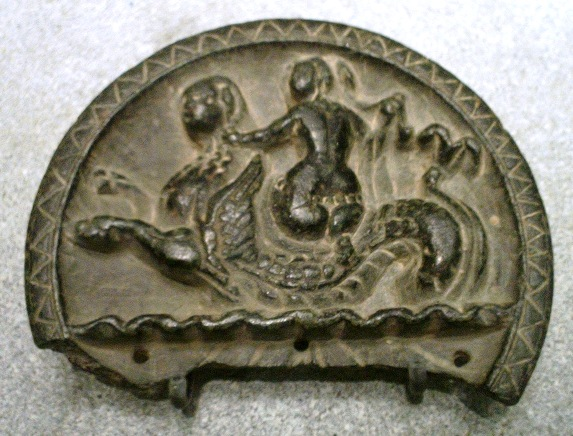
Eine Nereide reitet auf dem Seeungeheuer Ketos (2. Jahrhundert v. Chr.)

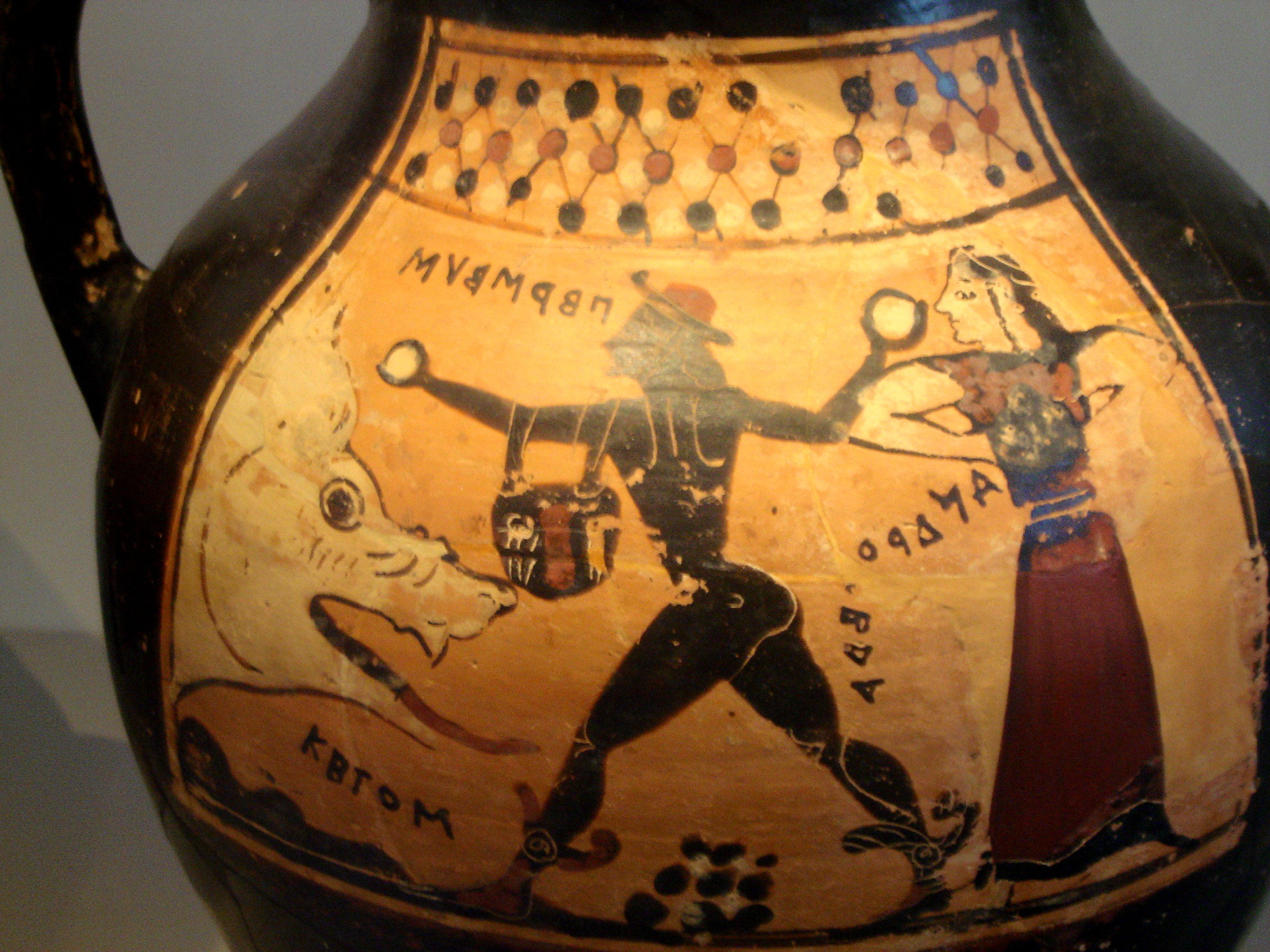
Antike korinthische Vase mit der Abbildung von Perseus, Andromeda und Ketos. Bemerkenswert ist die Benutzung des Buchstabens Epsilon anstatt Eta in ΚΕΤΟΣ, die Verwendung von San anstelle von Sigma in ΠΕΡϺΕΥϺ und ΚΕΤΟϺ sowie die linksläufige Schreibweise von ΠΕΡϺΕΥϺ und ΑΝΔΡΟ(Μ)ΕΔΑ.

Als die äthiopische Königin Kassiopeia behauptet, viel schöner zu sein als die Nereiden, die schönen Meeresnymphen, schickt der Meeresgott Poseidon auf Bitten der Nereiden das Ketos erzürnt nach Äthiopien, um das Land zu verwüsten, wonach schließlich auf den Rat eines Sehers hin beschlossen wird, Kassiopeias Tochter Andromeda zu opfern. Andromeda wird an einen Felsen der Meeresküste gebunden, wo sie Perseus schließlich findet und sofort in Liebe entbrennt. Das Ungeheuer schwimmt schon auf diese zu, als Perseus sich für die Rettung Andromedas deren Hand von den heranlaufenden Eltern erbittet und nicht nur diese, sondern das ganze Königreich versprochen bekommt, sollte ihm dies gelingen.
Perseus zeigt dem Ungeheuer das Medusenhaupt, worauf das Ketos versteinert im Meer versinkt. Nach dem Tod von Perseus und Andromeda werden diese zusammen mit Kepheus, Kassiopeia und dem als Walfisch bezeichneten Cetus  als Sternbilder in den Himmel erhoben.
Ein weiteres Seeungeheuer, das in der modernen Forschung mit dem Gattungsnamen Ketos belegt wird, wurde von Poseidon entsandt, um die Stadt Troja als Strafe für die Lohnverweigerung durch den König Laomedon zu verwüsten. Dieser musste nun seine Tochter Hesione opfern, um das Untier zu besänftigen. Sie wurde schließlich durch Herakles befreit, der das Seeungeheuer erschlug.